# Lodi (stad)
Lodi is een stad in het zuiden van Lombardije, Italië. Het is de hoofdstad van de gelijknamige provincie. De stad telt ongeveer 41.000 inwoners.
Lodi is gelegen op een heuvel in de Povlakte, 20 kilometer ten zuidoosten van Milaan aan de Autostrada del Sole, en aan de rivier Adda. De stad werd in 1158 gesticht nabij het door Milaan verwoeste Laus Pompeia door Frederik Barbarossa.
De Vrede van Lodi, ook bekend als Verdrag van Lodi  was een vredesakkoord tussen Milaan, Napels en Florence. Het werd ondertekend op 9 april 1454 in Lodi, in het klooster San Domenico, aan de oevers van de Adda. Het verdrag maakte een einde aan de lange strijd tussen Milaan en Venetië in de terraferma. 
Op 10 mei 1796 versloeg Napoleon er de Oostenrijkers, in de eerste grote veldslag in zijn carrière als generaal. Het was echter geen grote overwinning, vermits het Oostenrijkse leger kon ontsnappen.

## Geboren
- Italo Gariboldi (1879–1970), officier en Generale d'Armata (generaal) tijdens de Tweede Wereldoorlog
- Eugenio Castellotti (1930), Formule 1-coureur
- Massimo Schuster (1950), poppenspeler, -maker en -regisseur
- Giampiero Marini (1951), voetballer en voetbalcoach
- Andrea Dossena (1981), voetballer
- Bianca Balti (1984), model
- Francesco Bolzoni (1989), voetballer
- Sandro Tonali (2000), voetballer